# Виола Цешинская
Виола Цешинская (или Виола Елизавета, пол. Wiola Elżbieta cieszyńska; 1291 — 21 сентября 1317) — королева Венгрии, Польши и Чехии (Богемии) как супруга Вацлава III.

## Биография
Виола была третьим ребёнком и единственной дочерью Мешко I, герцога Цешена, имя её матери точно неизвестно, предположительно её звали Гржемиславой. Виола была названа в честь её прабабушки по отцовской линии: Виолы, жены князя Казимира I Опольского.
Виола была выдана за юного короля Чехии и Польши Вацлава III 5 октября 1305 года в Брно. Причины для брака были не слишком очевидны: хотя более поздние летописцы описывают, как красива была Виола, её отец Мешко I был лишь одним из вассалов короля Вацлава III, так что этот союз был неравным. Основной причиной свадьбы, вероятно, стала не красота невесты, а стратегическое положение Цешина между королевствами Чехии и Польши. Через четыре дня после свадьбы (9 октября) Вацлав III аннулировал свою давнюю помолвку с Елизаветой Тёсс, дочерью короля Венгрии Андраша III, тем самым отказавшись от своих претензий на венгерский престол.
После брака Виола взяла имя Елизавета (Эльжбет), но её союз с королем был несчастливым: Вацлав вел разгульный образ жизни, а чешская знать была недовольна её «низким» происхождением. Десять месяцев спустя, 4 августа 1306 года, король Вацлав III был убит в Оломоуце при загадочных обстоятельствах, оставив Виолу пятнадцатилетней вдовой. Вероятно, именно из-за молодости супруги брачный союз не дал наследника.
Виоле некуда было идти, и она, вероятно, осталась с сестрами своего убитого мужа Анной и Элишкой в одном из женских монастырей. Обе принцессы боролись за трон Богемии, но Виола осталась в стороне. Позже она в основном проживала в Моравии.
После ареста мощного аристократа Йиндржиха из Липы тогдашняя королева Элишка и её муж Иоганн Люксембургский попытались привлечь на свою сторону другого богатого аристократа, Петра из Рожмберка, который в то время был помолвлен с дочерью Йиндржиха. Вскоре Петр отменил свою помолвку и вступил в брак с вдовствующей королевой Виолой. Свадьба состоялась в 1316 году, но был бездетным и кратковременным: Виола умерла всего через год после заключения брака, 21 сентября 1317 года, и была похоронена в склепе рода Рожмберк (Розенберг) в Вышебродском монастыре.